# Baltazar de Matos Caeiro
Baltazar José Mexia de Matos Caeiro (Lisboa, 5 de janeiro de 1951) é um médico escritor português.
Autor de livros didáticos de informação médica e de historiografia.

## Formação
Licenciado em medicina.
Especialização em Angiologia e Cirurgia vascular.

## Ação profissional
- Médico do Hospital CUF Descobertas[1]
- Cirurgião do Instituto de Recuperação Vascular e do Hospital de St. Louis

## Atuação literária
- Membro da Sociedade Portuguesa de Escritores e Artistas Médicos - SOPEAM [Nota 1]
- Membro da União de Médicos Escritores e Artistas Lusófonos - UMEAL
- Sócio correspondente da Academia de Letras e Artes do Nordeste - ALANE[1]

## Livros publicados
- A saúde do Diogo. Lisboa: Papa Letras, 2009 - Coletânea, com vários títulos:[2]

O Diogo tem diabetes
O Diogo tem alergias
O Diogo tem gripe
O Diogo vai ao médico
O Diogo vai à clínica
O Diogo vai às vacinas
O Diogo vai ao otorrino
O Diogo vai ao oftalmologista
O Diogo vai ao hospital
O Diogo e o sol
- Ferros de Lisboa
- Quiosques de Lisboa[Nota 2]
- Os conventos de Lisboa. Sacavém: Distri Editora, 1989
- Arcos e arcadas de Lisboa. Sacavém: Distri Editora, 1991
- Montoito-memória das suas antiguidades [3]
- O usufruto [4]
- A torre - Romance histórico.[5]